# 스크램

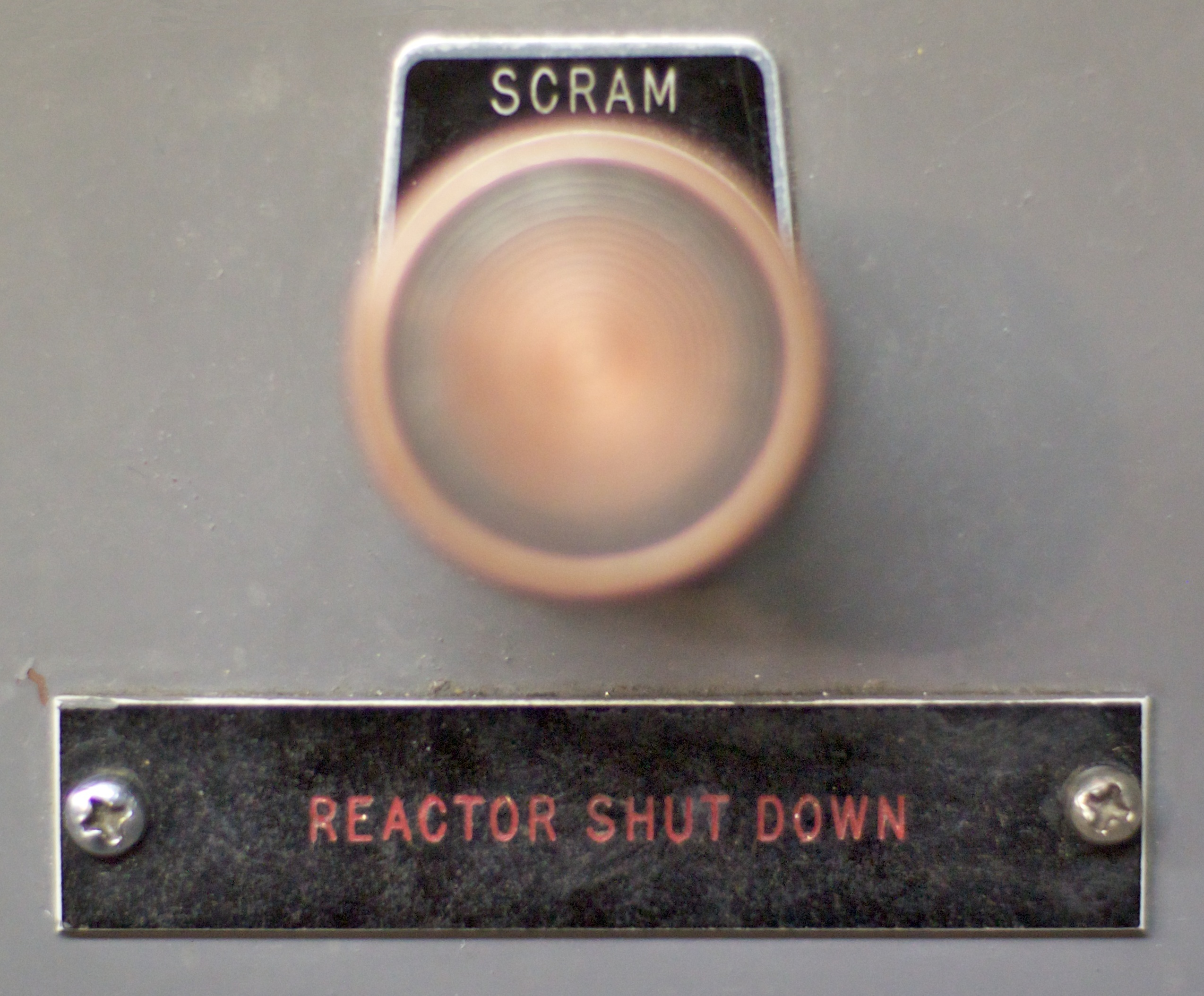
원자력 발전소 비상 정지 버튼

스크램(Safety Control Rod Axe Man, SCRAM)은 비상 상황에서의 원자력 발전소의 가동 중지를 지칭하는 용어이다. 스크램은 어떠한 형태의 원자로든 핵분열성 물질의 반응을 억제하는 물질을 삽입하여 이루어진다. 비상 상황에서 제대로 된 스크램이 실패할 경우 체르노빌 원자력 발전소 사고나 후쿠시마 제1 원자력 발전소 사고와 같은 사고가 발생할 수 있다.